# حوت صائب قزم
حوت صائب قزم أو بال أزعب (الاسم العلمي: Caperea marginata) هو نوع من الحيتانيات، يتبع جنس المجعد (Caperea).